# Joyce Chepchumba

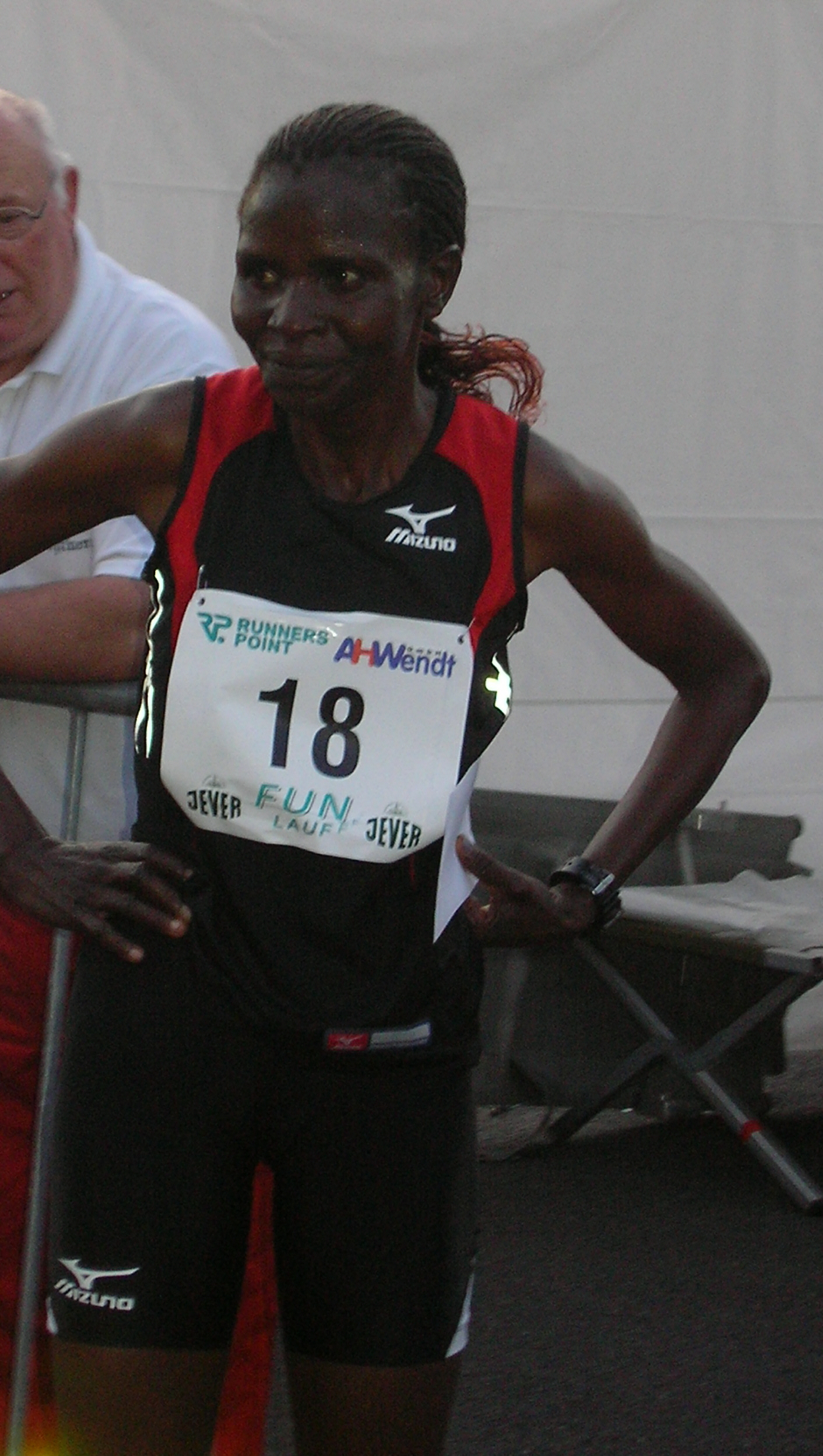
Joyce Chepchumba 2008 in Schortens

Joyce Chepchumba (* 6. November 1970 in Kericho) ist eine kenianische Langstreckenläuferin und Olympiadritte.
Zu Beginn ihrer internationalen Karriere siegte sie 1995 beim Tilburg Ladies Run 10 K und wurde Vierte beim New-York-City-Marathon. 1996 wurde sie Zweite beim London-Marathon. Den Marathon der Olympischen Spiele 1996 in Atlanta musste sie abbrechen, dafür verbesserte sie sich in New York City um einen Platz.
1997 gewann sie den London-Marathon und den Tokyo International Women’s Marathon. 1998 gewann sie den Chicago-Marathon und wurde Dritte beim London-Marathon. Im darauf folgenden Jahr siegte sie in London mit ihrer persönlichen Bestzeit von 2:23:22 h und verteidigte in Chicago ihren ersten Platz.
Bei den Olympischen Spielen 2000 in Sydney gewann sie dann die Bronzemedaille hinter Naoko Takahashi und Lidia Șimon. Außerdem wurde sie in diesem Jahr Dritte beim London-Marathon und siegte erneut beim Marathon von Tokio.
2001 belegte sie den dritten Platz beim London- und den vierten beim New-York-City-Marathon, den sie im darauf folgenden Jahr gewann. Bei den Leichtathletik-Weltmeisterschaften 2003 wurde sie Siebte, nachdem sie zuvor in diesem Jahr Dritte beim Boston-Marathon geworden war. 2004 wurde sie Fünfte in London und Vierte in Chicago.
Auch über die Halbmarathondistanz ist sie erfolgreich. 1999 siegte sie beim Great North Run, 1999 und 2001 beim Great Scottish Run, von 1998 bis 2000 beim Altöttinger Halbmarathon und von 1999 bis 2001 sowie 2004 beim Berliner Halbmarathon. Von 1999 bis 2005 gewann sie viermal den Greifenseelauf, 2002 mit dem aktuellen Streckenrekord. 1997 und 1999 wurde sie bei den Halbmarathon-Weltmeisterschaften Vierte.
Chepchumba wurde von dem deutschen Manager Volker Wagner betreut. Sie lebt heute in Detmold und in Nakuru. Insgesamt blieb sie 17-mal unter der Marke von 2:28 Stunden, so oft wie keine andere Läuferin. (Stand Ende 2006)